# 布赖地区贝尔讷伊
布赖地区贝尔讷伊（法語：Berneuil-en-Bray，法語發音：[bɛʁnœj ɑ̃ bʁɛ]）是法国瓦兹省的一个市镇，属于博韦区。

## 地理
布赖地区贝尔讷伊（49°20'56"N, 2°3'57"E）面积15.15 平方千米，位于法国上法蘭西大區瓦兹省，该省份为法国北部内陆省份，北起索姆省，西接厄尔省和滨海塞纳省，南至塞纳-马恩省和瓦兹河谷省，东临埃纳省。
与布赖地区贝尔讷伊接壤的市镇（或旧市镇、城区）包括：欧特伊、弗罗库尔、圣马丹勒讷、莱欧塔利康、欧讷伊。

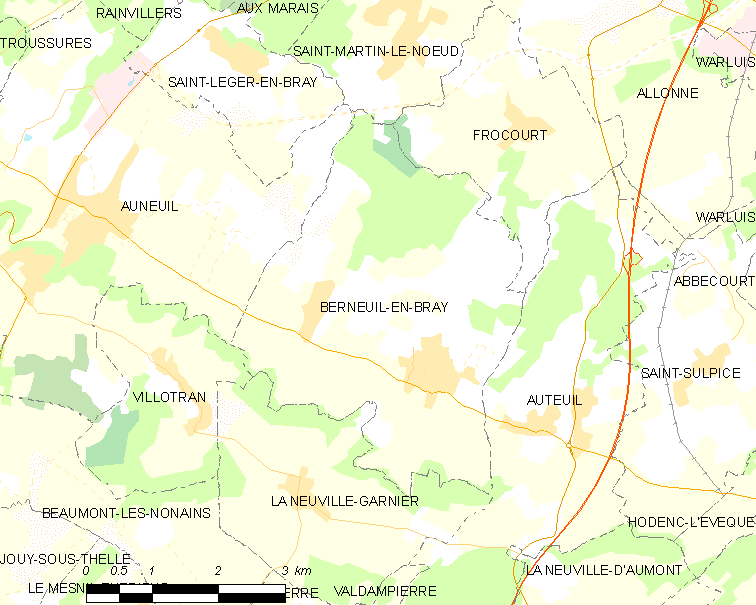
布赖地区贝尔讷伊的OSM定位图

布赖地区贝尔讷伊的时区为UTC+01:00、UTC+02:00（夏令时）。

## 行政
布赖地区贝尔讷伊的邮政编码为60390，INSEE市镇编码为60063。

## 政治
布赖地区贝尔讷伊所属的省级选区为博韦第二县。

## 人口

1962-2008年间布赖地区贝尔讷伊人口变化图示

布赖地区贝尔讷伊于2022年1月1日时的人口数量为819人。